# Концепция генезиса общения М. И. Лисиной
Концепция генезиса общения М. И. Лисиной — теория, раскрывающая механизмы генезиса общения у детей. Концепция раскрывает понятие общения, указывает на роль общения в психическом развитии ребёнка, описывает четыре ведущих формы общения ребёнка со взрослым. Разработана советским психологом М. И. Лисиной в 1974 году.

## Характеристика общения

### Определение
В своих трудах М. И. Лисина определяет общение как «взаимодействие двух (или более) людей, направленное на согласование и объединение их усилий с целью налаживания отношений и достижения общего результата». Важно, что в общении принимают участие обе стороны, оба участника являются субъектами. В процессе общения люди обращаются друг к другу в расчёте получить ответ, так что, если ребёнок слушает взрослого, проявляет интерес, смотрит в глаза, можно быть уверенными, что происходит общение. Общение рассматривают как одну из сторон совместной деятельности или собственно коммуникативную деятельность.

### Структура коммуникативной деятельности
- Предмет — другой человек.
- Потребность в общении возникает в связи со стремлением ребёнка познать себя через познание других.
- Коммуникативные мотивы отражают то, ради чего совершается общение.
- Действия общения (отдельные акты) разделяют на инициативные и ответные.
- Задачей общения является цель, достижение которой преследуется с помощью конкретного коммуникативного акта.
- Средства — операции, служащие для осуществления общения.[6]

### Функции общения
- построение коллективной деятельности с целью достижения наибольшей её эффективности;
- установление межличностных отношений, в которых осуществляется формирование личности;
- межличностное познание[3].

## Роль общения в психическом развитии
Развитие ребёнка, согласно культурно-исторической концепции Л. С. Выготского, происходит путём усвоения социокультурного опыта. Носителем этого обобщённого опыта является взрослый, следовательно, общение с ним — неотъемлемая часть процесса развития ребёнка.
Тому можно привести следующие доказательства:
1. случаи диких детей (так называемых детей «Маугли»): существование маленького ребёнка вне человеческого общества делает невозможным его становление в качестве представителя человеческого рода (влечёт за собой изменение пути психического развития);
2. феномен госпитализма и его последствия: пребывание маленького ребёнка в больничных условиях или в детском доме в отсутствии близкого взрослого приводит к нарушению развития;
3. эффект специально организованного опитимизирующего воздействия (демонстрация влияния общения на развитие путём формирующего эксперимента).[7]

Эксперимент состоял в выявлении влияния интенсификации общения взрослого с детьми в возрасте от 2 до 4 мес. на ускорение процесса их развития. Экспериментатор общался с детьми: ласкал их, разговаривал, поглаживал и т. д. на 7 — 8 мин больше, чем это делали с детьми из контрольной группы. В результате эксперимента были получены значимые различия в пользу детей, подвергавшихся экспериментальному воздействию, по следующим показателям:
- длительность занятий с игрушками;
- разнообразие действий;
- радость и удовольствие от манипуляций с игрушками;
- исследовательская активность;
- большинство сложных действий по сравнению с простыми.[3]

На более поздних стадиях развития влияние общения наблюдается в сферах любознательности, эмоциональных переживаний, формировании привязанности, овладения речью.
Таким образом, взрослый для младенца является необходимым источником всевозможных стимуляций: зрительных, слуховых, осязательных, обонятельных, эмоциональных, а также транслятором опыта, и источником истинно человеческих задач (таких как, например, научиться говорить), которые побуждают ребёнка к развитию.

## Возникновение общения у ребёнка
Коммуникативная деятельность, как и любая другая, возникает на основе потребности и её опредмечивания. Потребность в общении в качестве жизненно необходимого процесса возникает у ребёнка не сразу при рождении. Об этом можно судить по внешним проявлениям.
В течение первых двух недель обращение взрослого не вызывает никакой реакции ребёнка (только сосредоточение в момент кормления). С третьей недели в присутствии взрослого у ребёнка наблюдается ориентировочно-исследовательская активность. На четвёртой неделе присутствуют ответная улыбка и позже улыбка по собственной инициативе. На втором месяце у ребёнка формируется некоторый комплекс поведенческих проявлений («Комплекс оживления»), свидетельствующий о возникновении у него потребности в общении со взрослым. При этом поэтапно возникают следующие особенности: 1) внимание ребёнка при общении направлено на взрослого, 2) ребёнок проявляет эмоции по отношению ко взрослому, 3) сам проявляет инициативу и привлекает внимание взрослого, 4) способен улавливать отношение взрослого и воспринимает его как оценку.. Таким образом, целью общения становится познание себя через другого.
Потребность в общении возникает в результате опережающей инициативы взрослого, который с первых дней жизни воспринимает ребёнка как любимого человека, как личность, владеющую сознанием. Ребёнок открывает для себя свойства субъектности, личностности — своей и взрослого — с возникновением потребности в общении и в результате общения.
Потребность в общении со сверстниками формируется ближе к третьему году жизни.

## Средства общения
Средствами общения являются операции, посредством которых человек воздействует на партнёра по общению.
Выделяют 3 основных категории средств, которые осваиваются поэтапно:
- экспрессивно-мимические (мимика: взгляд, улыбка и другие выражения чувств на лице; выразительная жестикуляция; экспрессивные вокализации);
- предметно-действенные (позы, локомоции, действия с предметами или их изображение в процессе совместной предметной деятельности ребёнка и взрослого);
- речевые (необходимые условия для возникновения речи на втором году жизни: близкий эмоциональный контакт со взрослым до года, наличие совместной деятельности со взрослым на границе между первым и вторым годом и «голосовое» взаимодействие, при котором сочетаются словесные обращения взрослого и доречевые вокализации ребёнка).[10]

## Развитие общения
Развитие общения от момента возникновения вплоть до школьного возраста происходит путём смены ведущей формы общения как совокупности черт, характеризующих коммуникативную деятельность.
Основными параметрами для выделения формы общения являются:
- возраст, в котором данная форма становится ведущей, то есть обеспечивает развитие наиболее важных для этого этапа психических процессов;
- место общения в системе деятельностей;
- содержание потребности, которая удовлетворяется путём общения;
- мотивы, побуждающие к общению;
- средства общения, преобладающие на данной стадии.

### Формы общения
- Ситуативно-личностная.

Возраст — с момента возникновения общения до 6 месяцев.
Место — центральное место в жизни ребёнка, общение обеспечивает выживание и удовлетворение всех базовых потребностей.
Непосредственно общение удовлетворяет потребность ребёнка в доброжелательном отношении к нему.
Мотив общения — личностный (взрослый — объект познания, источник ласки и безусловной любви).
Средства — экспрессивно-мимические.
В ходе этого периода происходит развитие перцептивных функций, подготовка к овладению хватанием.
- Ситуативно-деловая.

Возраст — 6 месяцев до 3 лет.
Место — общение как средство совместной предметной деятельности ребёнка со взрослым.
Остаётся потребность в доброжелательном внимании и добавляется потребность в сотрудничестве.
Мотив — деловой (взрослый необходим для организации и поддержания игры, помощник, образец действий с предметами).
Средства — предметно-действенные.
- Внеситуативно-познавательная.

Возраст — 3 — 4 года.
Место — общение разворачивается в ходе познания ребёнком окружающего физического мира, в самостоятельной и совместной со взрослым деятельности.
К потребностям, побуждающим к общению на предыдущих двух стадиях, прибавляется потребность в уважении.
Мотив — познавательный (взрослый представляется как партнёр по обсуждению феноменов окружающего мира, источник знания).
Средства — речевые операции.
Возникает возможность получать от взрослого информацию не связанную с актуальной ситуацией (внеситуативные знания), что способствует развитию наглядных форм мышления
- Внеситуативно-личностная.

Возраст — 5 — 6 лет.
Место — общение складывается из отдельных эпизодов и разворачивается в ходе ориентации ребёнка в социальном мире.
В спектре потребностей, побуждающих к общению, возникает потребность к сопереживанию и взаимопониманию.
Мотив — личностный (взрослый выступает как источник социально-нравственных норм, умений и знаний).
Средства — речевые операции.
За счёт этой формы общения ребёнок усваивает ценности, формируется готовность ребёнка к школе в мотивационной, интеллектуальной и коммуникативных направлениях. Новые формы общения обогащают имеющийся у ребенка репертуар, занимая приоритетное положение. Приоритетность форм общения, связанная с характером ведущей деятельности, которую они обслуживают, становится элементом специфики психологического возраста. Переход с одной формы общения на другую происходит из-за рассогласованности текущего уровня общего психического развития ребёнка и уровня развития его коммуникативной сферы.

## Критика
Концепция М. И. Лисиной имеет большое значение для развития отечественной психологии и становится предметом научных дискуссий.
Одним из предметов дискуссии стало высказывание об общении как деятельности. Д. Б. Эльконин высказал предположение о том, что предмет исследования М. И. Лисиной было вовсе не общение как деятельность, а «состояние любви» как фундаментальная составляющая общения. А также он подчёркивает, что в коммуникативной деятельности происходит не пользование готовыми структурами, а ориентировочная активность, направленная на опробование и преобразование человека.
В. И. Слободчиков подчёркивал ограниченность понимания общения, принятого в данной концепции, так как не было проработано понятие «связи» между ребёнком и взрослым, которая устанавливается путём общения..